# بيري كيز
بيري كيز (بالإنجليزية: Perry Keyes)‏ هو كاتب أغاني ومغني أسترالي، ولد في 1966.

## وصلات خارجية
- بيري كيز على موقع ميوزك برينز (الإنجليزية)
- بيري كيز على موقع أول ميوزيك (الإنجليزية)
- بيري كيز على موقع ديسكوغز (الإنجليزية)